# Pascha (Keulen)

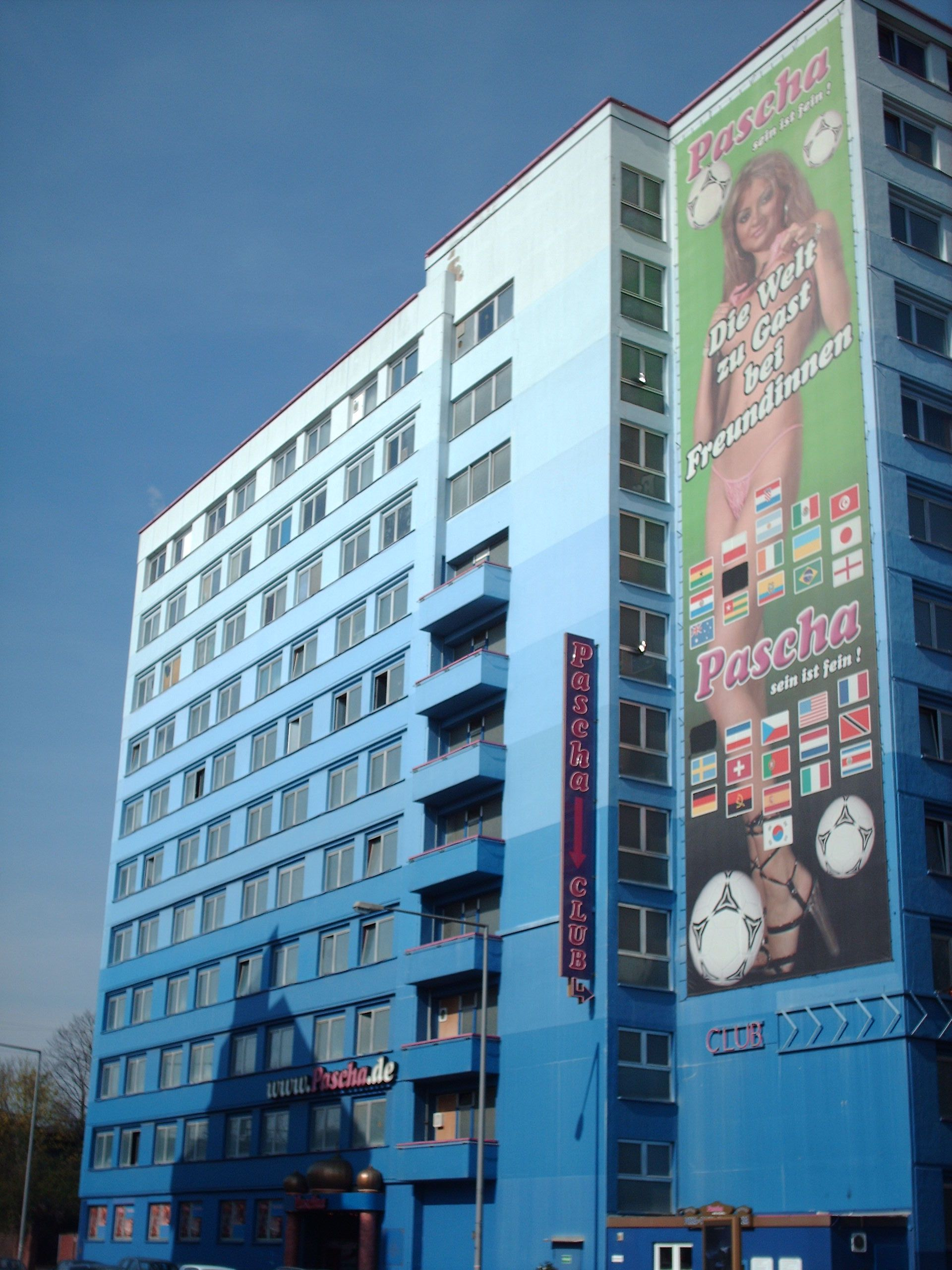
Pascha

Pascha is een flatgebouw van 10 verdiepingen in Keulen dat geheel dient als bordeel. In zeven verdiepingen zijn 126 appartementen ondergebracht die door prostituees worden gehuurd. Op de bovenste verdieping bevindt zich een bordeel van het type "seksclub". Verder telt het gebouw een nachtclub, restaurant, schoonheidscentrum, boetiek, wassalon, zonnestudio en een paar bistro's.
Dit eerste hoogbouw-bordeel in Europa werd door het stadsbestuur geïnitieerd om de prostitutie aldaar te bundelen en te kunnen controleren, en op 10 januari 1972, volgens andere bronnen in 1974, geopend als naamloos eros-center in de Hornstraße in het stadsdeel Neuehrenfeld. Voordien waren de Keulse prostituees voornamelijk werkzaam in de Kleine Brinkgasse midden in de Keulse binnenstad. De naam Pascha werd in 1995 geïntroduceerd.